# Роберт Маклович
Роберт Вітольд Маклович (пол. Robert Witold Makłowicz; нар. 12 серпня 1963 Краків) — польський журналіст, письменник, публіцист, кулінарний критик та мандрівник.

## Біографія

### Ранні роки
Син моряка Влодзімежа Макловича та Беати Прейс. У нього є молодша сестра Домініка. По батьківській лінії має переважно українське походження, крім прабабусі яка була вірменкою з українською ідентичністю. Першопочатково прізвище було Моклович, в тому числі і у діда Роберта — Ізидора, але полонізовані представники роду міняли його на Маклович. Рідний брат його діда — колишній бойовий референт Окружної команди УВО в Станиславові та діяч ОУН в Бельгії Володимир Моклович. Зі сторони матері також має польське, угорське та австрійське походження.
Випускник 5-го Загальноосвітнього ліцею імені Августа Вітковського у Кракові. У 1982–1989 роках вивчав право, а потім історію в Ягеллонському університеті. 

### Кар'єра
У 1993–2004 роках був оглядачем «Газети Виборчої». Також співпрацював з тижневиками «Wprost» (2002–2005), «Newsweek Polska» (з 2005) та «Przekrój». Зазвичай писав свої колонки та книги разом із Пйотром Біконтом. 
У 1998–2008 роках на телеканалі TVP вів популярну недільну серію репортажів «Кулінарні подорожі Роберта Макловича». З березня 2008 року по березень 2017 року вів телевізійну програму «Макловіч у подорожі» на TVP2. Крім того був екскурсоводом у кулінарному світі в програмі «Bake Off — Ale ciacho!» (у першому та другому виданнях). 
16 березня 2017 року TVP розірвала співпрацю з Макловічем. Наприкінці липня 2017 року підтвердив, що вестиме програму «Makłowicz в дорозі», що транслюватиметься на каналі Food Network. Прем’єра відбулася 11 листопада 2017 року о 14:30, тоді було випущено три епізоди програми (один за одним). 
Його спогади про Марека Еміновича були включені до книги, опублікованої у 2009 році «Я люблю свої вади. Марек Емінович у розповідях на сімдесятип’ятиліття». 
20 жовтня 2010 року опублікував книгу під назвою «Кафе Музей», за яку отримав Літературну премію «Срібний каламар» Герменегільди Коцюбинської. 
У березні 2020 року запустив оригінальний канал на YouTube, який публікує відео на кулінарну та історичну тематику. 

### Приватне життя
Належить до католицької церкви вірменського обряду. З 1991 року одружений з кінопродюсером Агнешкою Маклович з дому Погода. У нього є два сини: Міколай (народився в 1992 р.) і Фердинанд (народився в 1996 р.). 
Проживає у Кракові та в одному із сіл на півострові Пелєшаць у хорватській Далмації. 

## Нагороди та відзнаки
Відзнаки
- 2004 рік — Срібний Хрест Заслуги[20]

Нагороди
- 2004 рік — Wiktory
- 2004 рік — Золотий хміль
- 2004 — Кулінарний Оскар
- 2005 — Кулінарний Оскар
- 2011 — Літературна премія «Срібний каламар» імені Герменегільди Коцюбинської за «Кафе Музей».

## Публікації
- «CK Кухня» (1995)

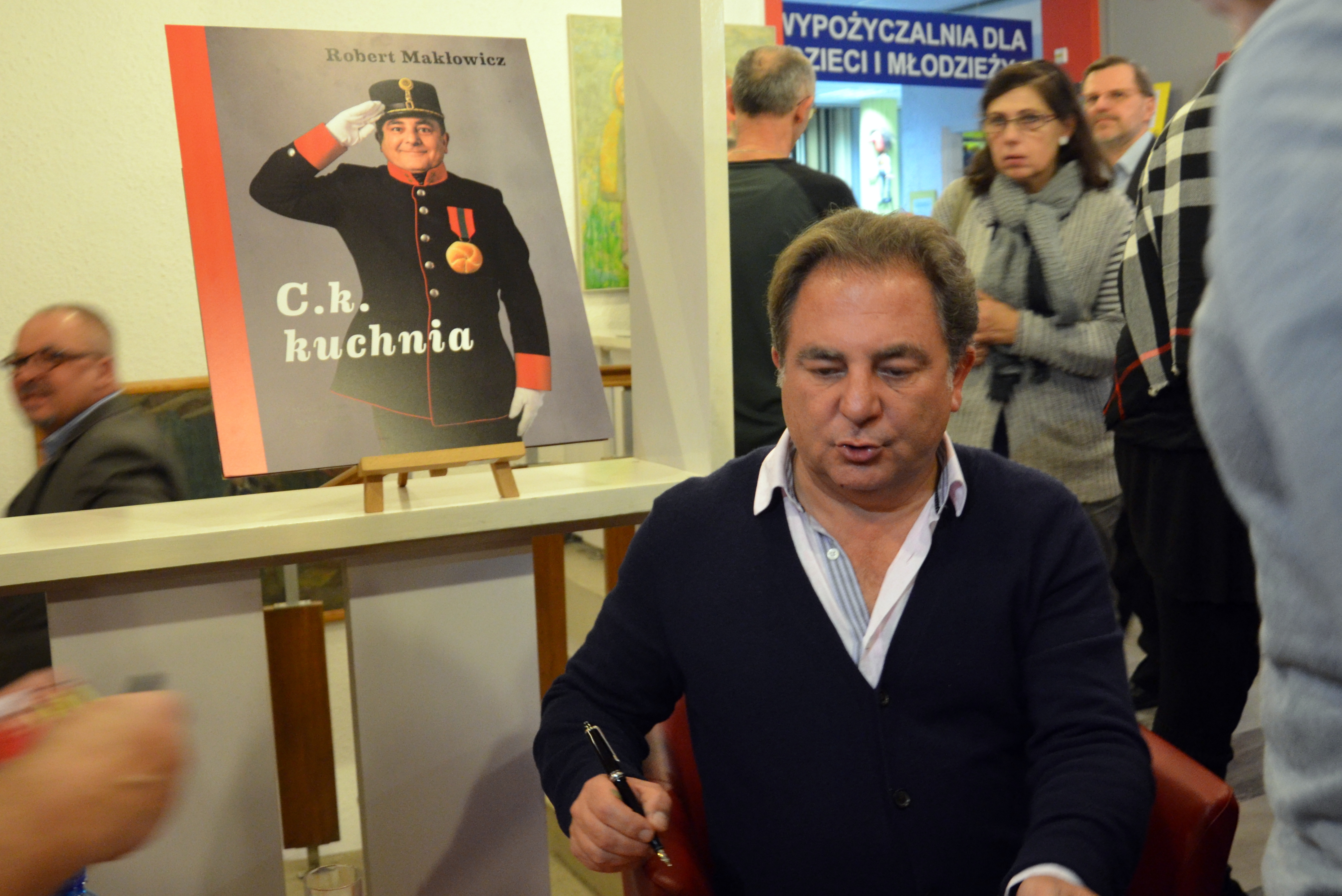
Роберт Маклович зі своєю книгою, 2015 рік

- «Листи, запечатані соусом, тобто там, де найкраще годують в Польщі». (2001 р.) (співавтор із Пйотром Біконтом)
- «З'їсти Краків. Суб'єктивний посібник» (2001) (співавтор зі Станіславом Манцевичем)
- «Діалоги язика з піднебінням» (2003) (співавтор із Пйотром Біконтом)
- «Prosto z pipy» (2003) (співавтор із Пйотром Біконтом, Земовітом Фалатом, Павлем Плінтою, Дарюшем Войталою)
- «Чи вірити платиновим блондинкам? Мова йде про ресторани та не тільки» (2004)
- «Календар, знайдений у бритванці» (2005) (малюнки зробив Анджей Заремба)[21]
- «Кулінарні подорожі Роберта Макловича. Смак Угорщини» (Видавництво Знак, Краків 2006)
- «Стіл із не виламаними ногами» (2007) (співавтор з Пйотром Біконтом)
- «Злиття смаків. Кулінарні подорожі Роберта Макловича» (Видавництво Знак, Краків 2007)
- «Кафе музей» (Видавництво Чорне, Воловець 2010)
- «CK Кухня» оновлене видання (2015)[22]
- «Далмація. Кулінарна книга» (2016)[23].

## Фільмографія
актор 
- 2008 : Лейдіс» — в ролі молодшого охоронця[24]
- 2008 : Купи зараз» — в ролі професора

дублювання 
- 2004 : «7 гномів — справжня історія» — в ролі Кнеделя
- 2014: Mami Fatale» — як оповідач